# Корше
Ко́рше (пол. Korsze, нім. Korschen) — місто в північно-східній Польщі.
Належить до Кентшинського повіту Вармінсько-Мазурського воєводства.
За даними з 31 грудня 2004 року місто мало 4724 жителів. У Коршах знаходяться: залізничний вузол,  Рибальські Заклади С.А., два костели та два кладовища. До початку дев'ятнадцятого століття Корше були земним маєтком, розвиток міста пов'язаний зі створенням залізничного вузла на перетині двох найстаріших у Східній Пруссії лінії залізничних (Кенігсберг — Елк, Торунь — Виструц). Корше отримали права міста у 1962 році.

## Визначні пам'ятки
- Неоготичний костел з 1903 року, розбудований  у 1958 році.
- Колишній лютеранський костел з 1905 року (в даний час православна цкрква).
- Дві водонапірні башти з XIX ст, з яких одна має сталеву сферичну цистерну типу Klönne. У Польщі є тільки 3 вежі цього типу (Домбрувно і Руново Поморське).
- Два старі будинки з XIX ст. На вулиці Війська Польського.
- Вілла доктора, на вулиці Міцкевича.
- Садиба муніципального культурного центру на вулиці Свободи, 5а.

## Демографія
Демографічна структура станом на 31 березня 2011 року:
|          | Загалом | Допрацездатний вік | Працездатний вік | Постпрацездатний вік |
| -------- | ------- | ------------------ | ---------------- | -------------------- |
| Чоловіки | 2262    | 444                | 1609             | 209                  |
| Жінки    | 2382    | 379                | 1428             | 575                  |
| Разом    | 4644    | 823                | 3037             | 784                  |

## Спорт
Місто є резиденцією футбольного клубу МКС Корше. В наш час[коли?] з'являється в третій лізі, у Підлясько-Вармінсько-Мазурській групі. У сезоні 2009/2010 клуб виграв історичний матч і дістався до третій ліги. Клуб виграв тоді в перше в своїй історії у Вармнсько-Мазурському Кубику Польщі.